# Derobrachus wappesi
Derobrachus wappesi là một loài bọ cánh cứng trong họ Cerambycidae.